# Tomás Domínguez Arévalo
Tomás Domínguez Arévalo, né à Madrid le 26 septembre 1882 et mort à Villafranca (Navarre) le 10 août 1952, plus connu sous son titre nobiliaire de comte de Rodezno (es), est un homme politique espagnol, figure importante du mouvement carliste.
Surtout connu pour avoir été ministre de la Justice du premier gouvernement franquiste (1938-1939), il joua un rôle important dans la négociation de la participation des milices carlistes au soulèvement nationaliste de juillet 1936 qui déboucha sur la guerre civile espagnole et occupa d’autres postes importants au cours de la dictature, notamment vice-président de la députation forale de Navarre, conseiller national du Movimiento et procurateur aux Cortès durant les premières législatures du régime.

## Famille et jeunesse

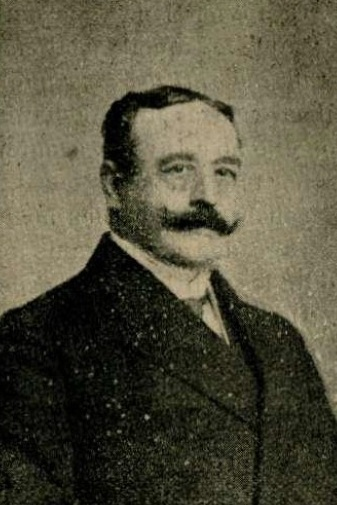
Tomás Domínguez Romera, père de Tomás Domínguez Arévalo.

Tomás Domínguez y de Arévalo Romera y Fernández Navarrete est le descendant de deux familles de propriétaires fonciers de l'Andalousie et du nord de l'Espagne respectivement. La famille paternelle Domínguez est liée depuis des siècles à la ville andalouse de Carmona (Séville). Ils furent tout d'abord connus comme regidores au XVIIIe siècle et conclurent des accords matrimoniaux avec une autre famille locale distinguée, les Romeras. Le père de Tomás, Tomás Domínguez Romera (1848-1931), qui hérita du domaine local de Campo de la Plata, est leur descendant. À l'encontre de la tendance politique dominante dans la région, il se rangea dans le camp légitimiste pendant la troisième guerre carliste et dut quitter le pays par la suite. À la suite de l'amnistie, il rentra en Espagne puis épousa María de Arévalo y Fernández de Navarrete (1854–1919), descendante de la famille Arévalo, d'ascendance riojano-navarraise. Le père de cette dernière, Justo Arévalo y Escudero, Ve comte de Rodezno, fut un homme politique conservateur bien connu, plusieurs fois députés puis sénateur durant la Restauration. Comme au moment du mariage elle était déjà comtesse de Rodezno, Tomás Domínguez Romera devint comte consort.
À la fin des années 1880, Tomás Domínguez Romera occupa des postes importants au sein des structures carlistes de Madrid. En 1888, il fut président de la commission de propagande de la Junta Directiva del Círculo Tradicionalista de Madrid ; la même année, il en fut élu secrétaire général. Au cours des années 1890, il présenta sans succès sa candidature au Congrès pour Haro (Logroño). Il fut élu lors de 4 élections successives entre 1905 et 1914, dans la circonscription navarraise d'Aoiz. Lors de cet période il fut également membre de la direction nationale du carlisme ; en 1912, il entra dans la Junta Nacional Tradicionalista en représentant de la Nouvelle-Castille, puis en 1913 dans la Comisión de Tesoro de la Tradición. Il présida des rassemblements du parti, échangeant avec des personnalités comme Cerralbo, Feliú ou Mella.
Tomás Domínguez Arévalo fit ses études secondaires chez les jésuites au Colegio de San Isidoro de Madrid puis commença des études de droit dans la même ville, dont il fut diplômé en 1904,,. Il y suivit les cours du leader carliste de l'époque, Matías Barrio y Mier. Au cours de ses études il découvrit Jaime Chicharro et Luis Hernando de Larramendi (es), fut actif dans la Juventud Jaimista — organisation de jeunesse du jaïmisme — mais aussi dans les cercles littéraires et artistiques. Décrit comme raffiné et sociable, il épousa en 1917 une descendante de propriétaires terriens de Cáceres (Estrémadure).

## Débuts en politique

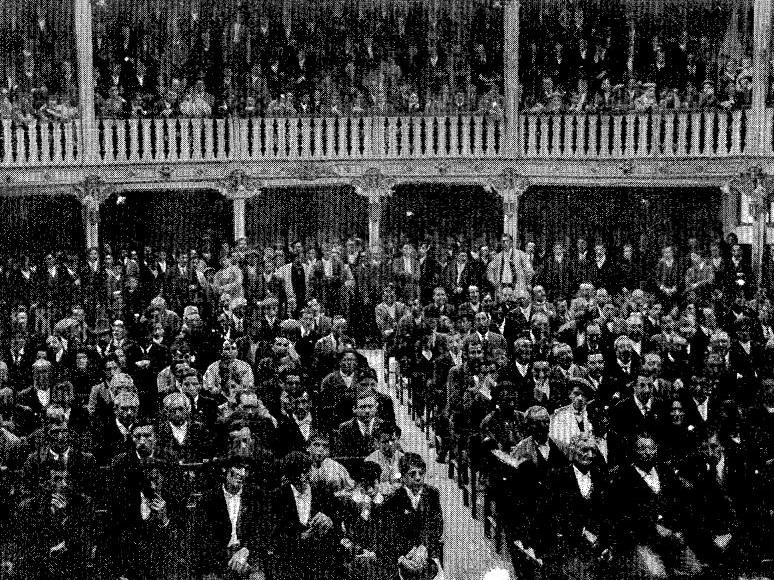
Meeting électoral carliste vers 1910.

En 1909, sa première publication est un essai historique sur des monarques navarrais du XIIIe siècle, elle est suivie par des articles dans une revue académique et de courtes études biographiques liés à l'histoire du royaume de Navarre. Il écrivit aussi des articles de critique littéraire dans la presse pamplonaise.
Le premier mandat politique qu'il exerça fut celui de maire de Villafranca,. Son entrée en politique fut favorisée par son ascendance paternelle — son père est parfois présenté comme chef du carlisme navarrais, auquel son fils aurait succédé, mais cela ne semble pas juste ; quoi qu'il en soit, le district d'Aoiz est décrit comme faisant partie des « caciquats stables [...] des carlistes comtes de Rodezno —. Aux élections générales de 1916, le remplacement de Domínguez Romera par Joaquín Argamasilla comme candidat du jaïmisme semblait dans un premier temps envisagé, mais pour des raisons inconnues Domínguez Arévalo fut finalement choisi — en protestation Argamasilla publia un pamphlet fustigeant une prétendue alliance avec les libéraux et accusant son remplaçant de faire preuve d'une flexibilité proche de l'opportunisme —. Domínguez Arévalo fut décrit comme un cunero (es) — désignation péjorative de candidats « parachutés » pendant la Restauration —. Il fut élu de justesse, en gagnant dans les deux comarques (sur quatre) les plus peuplées du district ; il renouvela son mandat dans le même district en 1918.

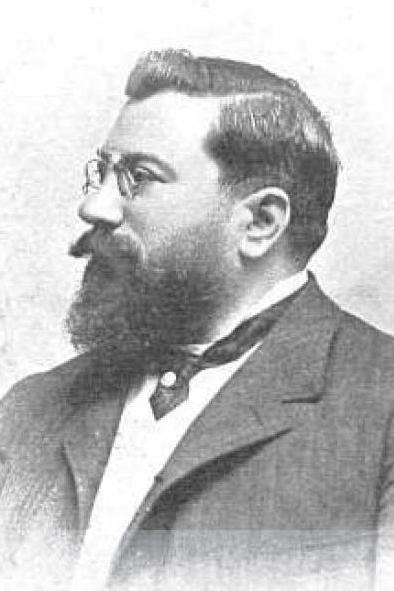
Juan Vázquez de Mella.

À cette époque, le carlisme était de plus en plus paralysé par les tensions entre son principal théoricien, Vázquez de Mella, et le prétendant Jacques de Bourboin (Don Jaime) ; Domínguez faisait partie des partisans du premier. Il considérait le carlisme orthodoxe comme une impasse car la lignée carliste était condamnée à s'éteindre,. Il partageait la conception de Mella d'une grande coalition d'extrême droite, qui serait une nouvelle réincarnation possibiliste du traditionalismee ; il envisagea également une sorte de transfert des droits légitimistes à la dynastie alphonsine,. Cependant, au moment de la rupture du mellisme en 1919, il décida de rester loyal envers Don Jaime,, malgré les divergences notoires les séparant.
Lors de la campagne de 1919, Domínguez Arévalo présenta sa candidature à Aoiz, mais il perdit d'extrême justesse face à un candidat mauriste. En 1920, dans le même district et face au même adversaire, Domínguez, déjà comte de Rodezno, connut une défaite plus nette, signe que l'emprise du carlisme sur la Navarre se distendait. Une semaine plus tard, il présenta sa candidature au Sénat. Les élections indirectes à la chambre haute étant davantage une question de relations partisanes en coulisses que de recherche d'obtention du vote populaire, les jaïmistes réussirent à négocier sa victoire, mandat qu'il renouvela successivement en 1922.[réf. nécessaire]

## Dictature de Primo de Rivera

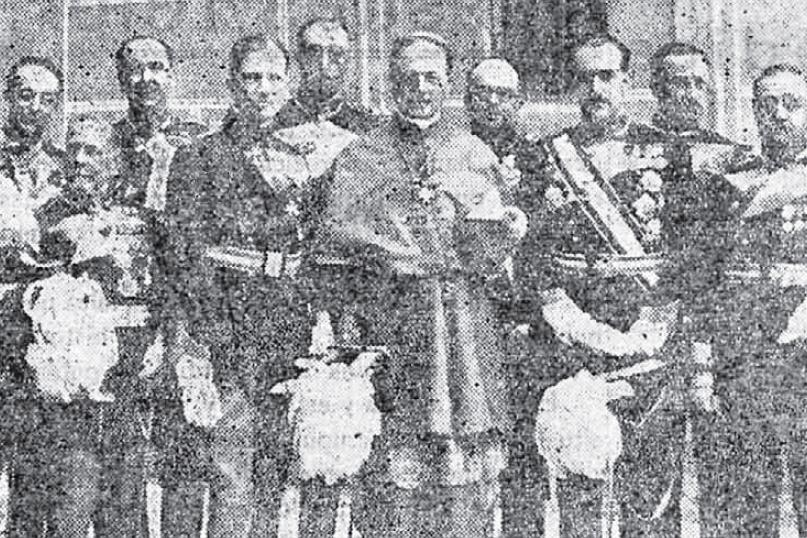
Rodezno avec les chevaliers de l'Ordre souverain militaire de Malte.

À l'avènement de la dictature de Primo de Rivera les Cortes furent suspendues. Rodezno ne participa pas à la vie politique de la dictature, envers laquelle on lui attribue une certaine complaisance.
Membre de l'aristocratie catholique, Rodezno fut actif au sein de l'Ordre souverain militaire de Malte, il resta en bons termes avec la hiérarchie espagnole et le nonce papal. Il noua des une bonne relation avec Pedro Segura, évêque à Cáceres puis archevêque de Burgos avant d'être élevé en 1928 primat des Espagnes. Suivant Segura dans ses pratiques d'action sociale, il co-organisa l'Acción Social Diocesana à Cáceres et donna des conférences lors de diverses initiatives comme la Semana Social, organisée par Acción Católica.[réf. nécessaire]
Durant la dictature, il poursuivit ses activités culturelles et publia plusieurs opuscules, toujours d'inspiration traditionaliste ou médiévale.
Rodezno et sa femme possédaient des domaines fonciers dans toute l'Espagne : en Navarre, (par sa mère), en Estrémadure (par son épouse) et en Andalousie (par son père). Il est considéré comme un important propriétaire terrien, — il a été qualifié de « cacique terrateniente — et comme un exemple emblématique de liens existant entre propriété foncière et pouvoir,,. Il était chef de la Federación Católico Agraria de Navarra, cofondateur de l'Asociación de Terratenientes de Navarra et membre de l'Asociación de Propietarios de Alcornocales. Il s'entretint avec divers ministres au nom de certains de ces groupes de pression, et publia également des études analytiques sur le crédit agricole et la propriété foncière. Selon lui, en termes de propriété rurale, la structure navarraise était proche de l'idéal où « tous les agriculteurs seraient propriétaires ». Plus tard, au cours de la République, il défendit la structure de l’arrendamiento — les baux agricoles traditionnels —.

## Leader carliste pendant la République

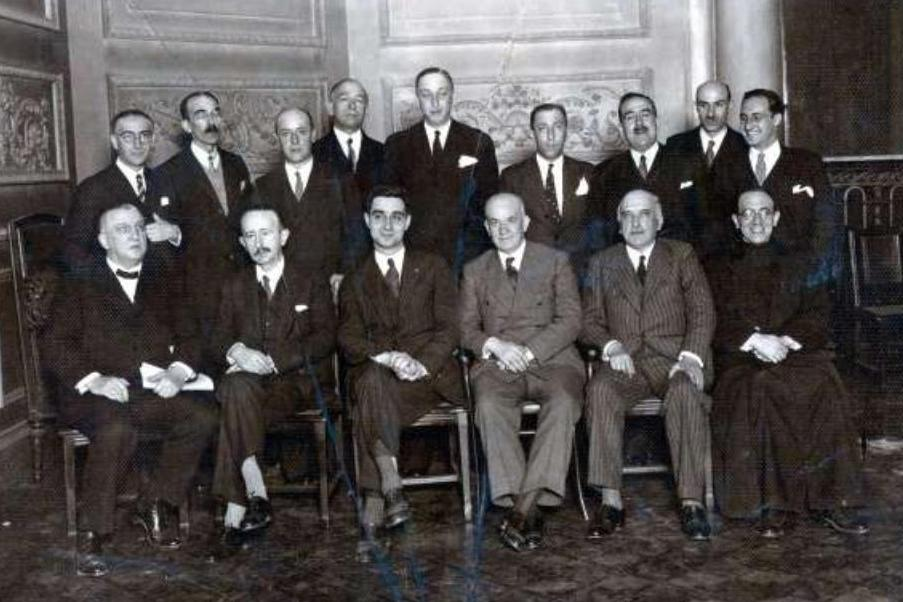
Arévalo avec d'autres membres de la.

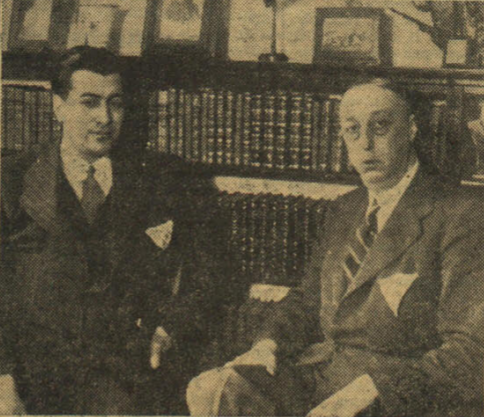
Le comte de Rodezno interviewé par Jesús Evaristo Casariego en mars 1936.

Après la parenthèse qu'avait constituée la dictature de Primo de Rivera, l'avènement de celle de Berenguer suscita un regain d'activité du mouvement carliste. En juin 1930, la nouvelle junte navarraise, dont Rodezno était membre, fut créée, dans le but d'imposer une plus grande méfiance vis-à-vis du nationalisme basque en plein essor et de déplacer l'attention depuis les revendications forales vers des questions d'ordre religieux,. Après la déclaration de la République, les carlistes décidèrent de former une coalition « catholico-foral » avec Parti national basque (PNV), baptisée Minoría Vasco-Navarra (en) (« Minorité basco-navarraise »), dans les rangs de laquelle Rodezno fut élu pour la Navarre aux élections générales de 1931 — avec l'autre carliste Joaquin Beunza —,,. Aux Cortes, il était le « moins basque » des députés carlistes, soulignant les différences entre la Navarre et le Pays basque ; il cessa de soutenir le projet d'autonomie basco-navarais lorsqu'il s'avéra qu'il ne permettrait pas au carlisme de maintenir une politique religieuse autonome, et a commença à développer l'idée d'un statut exclusivement navarrais,.
Partisan dès la fin des années 1920 de la réconciliation avec les mellistes, Rodezno fut l'un des principaux instigateur de la réunification de trois courants traditionalistes au sein de la nouvelle organisation, la Communion traditionaliste. Au début de 1932, il fut nommé à son Comité national suprême, destinée à assister le chef délégué, le marquis de Villores, qui était malade. À la mort de ce dernier en mai de la même année, Rodezno fut nommé président,,, devenant ainsi le leader politique du carlisme,.
Rodezno était extrêmement sensible à la menace d'une révolution marxiste et était convaincu que la démocratie ne pouvait pas la contenir ; il se montra en phase avec une large part du spectre des idées de nationalisme autoritaire alors en essor, du régime fasciste de Mussolini au gouvernement national de MacDonald. Spécialement hostile à l'égard de la laïcité militante de certains républicains et de la réforme agraire,, il resta un opposant véhément au Parlement — il fut un jour frappé par un verre qu'on lui lança dessus —,. Au cours de conférences qu'il donnait dans toute l'Andalousie, il se félicitait que « les troupes de choc carlistes soient prêtes à défendre la société contre la menace marxiste, ». Il n'était néanmoins pas défenseur d'une stratégie insurrectionnelle. Informé du projet de coup d'État ourdi par Sanjurjo, il évita toute collaboration directe,, ce qui ne l'épargna pas des expropriations ordonnées par le gouvernement de la République par la suite.

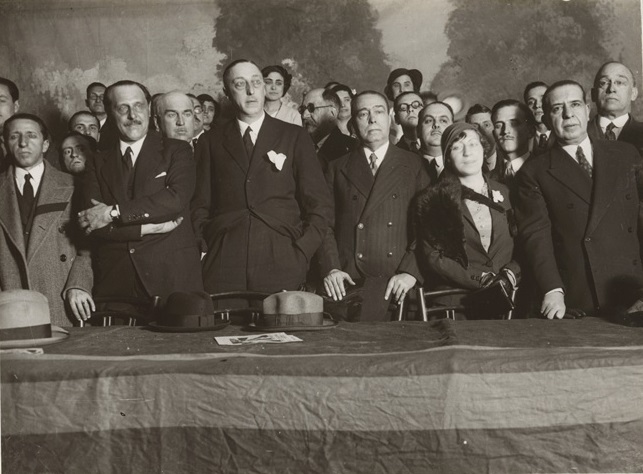
Rodezno à un meeting carliste en 1932.

À la tête du parti carliste, Rodezno mit l'accent sur la politique et la propagande plutôt que sur l'organisation et le militantisme. Selon plusieurs historiens, les structures obsolètes de la Communion, favorisant « l'autonomie placentaire et anarchique », ne pouvaient pas supporter le poids d'un mouvement dynamique et en pleine extension. Ceci, combiné aux protestations en interne contre le rapprochement avec le secteur alphonsin, alors en plein essor, défendu par Rodezno, provoquan d'importantes dissensions. Lorsque d'anciens intégristes proposèrent Manuel Fal à la présidence de la Junte, Rodezno préféra devenir secrétaire personnel du prétendant. Comme ce dernier décidait d'abandonner les projets de réconciliation dynastique, en avril 1934 Rodezno accepta de se retirer de la direction, — il demeura néanmoins chef de la section navarraise —.

## Conspiration et coup d'État

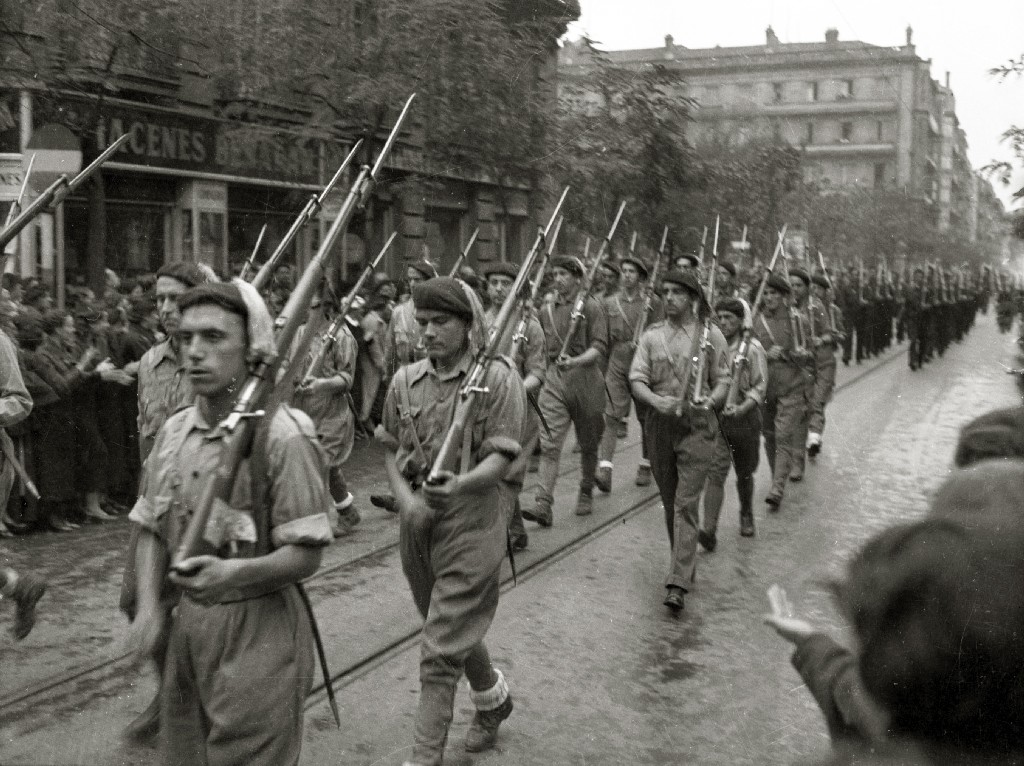
Défilé de requetés après la prise de Saint-Sébastien en 1936.

Malgré les plaintes des partisans de Rodezno de ce qu'ils considéraient comme une « fascisation » de la Communion sous la nouvelle direction de Fal Conde, [note 38] le carlisme changea d'orientation, délaissant les négociations politiques au profit du renforcement organisationnel. Rodezno ne fut nommé chef d'aucune des sections nouvellement créées si ce n'est au Conseil de culture du parti,,. Certains carlistes se plaignaient de la médiocrité peu inspirante de Fal Conde comparée à l'éloquence de Rodezno. Fal Conde considérait initialement Rodezno comme un dirigeant acceptable et insistait sur le changement de structures — y compris le développement des activités paramilitaires — plutôt que de personnes ; au sujet de Rodezno, il affirma qu'il était le « chef idéal », si ce n'est qu'il manquait « de foi dans notre cause ». Réélu aux Cortes en 1933, Rodezno y devint dirigeant de la minorité carliste rassemblant 10 sièges. Il fut autorisé à poursuivre en privé les négociations avec les alphonsins ; en 1936, ces contacts commencèrent à prendre la forme de négociations sur la préparation d'une insurrection commune. Une source rapporte qu'il figurait sur la liste de cibles du groupe qui assassina José Calvo Sotelo en juillet 1936 ; Rodezno étant absent, ils se seraient rabattus sur celui-ci.
Rodezno joua un rôle essentiel dans la négociation du rôle carliste dans le coup d'État militaire. Les pourparlers entre Mola et Fal Conde étaient au point mort ; Le général ouvrit alors des discussions parallèles avec les dirigeants navarrais, dirigés par Rodezno,,. En contournement de Fal Conde et prêts à l'affronter si cela s'avérait nécessaire, ils suggérèrent que les questions navarraises soient discutées localement et offrirent le soutien des requetés en échange de l'utilisation du drapeau monarchiste et de l'assurance que la Navarre resterait un fief politique carliste,. En riposte, Fal envisagea de renvoyer toute la junte navarraise.
Au lancement de la tentative coup d'État, Rodezno se trouvait à Pampelune, qui fut facilement prise par les insurgés — Fal Conde, à la tête de la section militaire, était posté à Tolède —. Bien que Fal Conde le considérât comme déloyal, fin août il n'eut d'autre choix que d'inclure Torezno dans la Junta Nacional Carlista de Guerra (JNCG), exécutif de guerre carliste nouvellement constitué. Selon Martorell Pérez, la JNCG était dirigée par Rodezno ; selon d'autres cependant, le nom de Rodezno n'apparaissait pas dans ses documents fondationnels officiels et était formellement dirigée par Berasáin. Au sein de cet organisme, Rodezno entra à la Section des affaires générales dont il dirigea la délégation politique, chargée de gérer les relations avec la junte militaire et les autorités locales,,. Rodezno s'installa dans le nouveau quartier général militaire de Salamanque, mais continua de poursuivre une ligne indépendante[pas clair]. Après le décès du prétendant et l'occupation de la régence par son successeur François-Xavier (don Javier), les partisans de Rodezno (rodeznistas) furent déçus de la confirmation de Fal Conde comme chef politique en octobre 1936. Dans le journal El Pensamiento Navarro, les partisans de Rodezno déclarèrent que « les monarchistes vivent même si le roi meurt », une affirmation ambiguë étant donné que les carlistes n'avaient pas désormais un monarque mais un régent.
Les carlistes, qui s'imaginaient au départ être sur un pied d'égalité avec les militaires au sein du camp nationaliste, réalisèrent en quelques mois qu'ils étaient en réalité réduits à un rôle subalterne, d'autant plus que malgré la mobilisation de leurs partisans, la Phalange attirait beaucoup plus de recrues. Leur tentative de préserver leur autonomie fut déjouée lorsque, en décembre 1936, à la suite de la décision de Fal Conde de créer une académie militaire carliste, il fut convoqué au quartier général de Franco et contraint de choisir entre comparaître devant une cour martiale pour trahison et s'exiler à l'étranger. Plusieurs auteurs suggèrent que cette réaction inattendue de Franco visait en réalité à se débarrasser de Fal Conde, devenu gênant, en le remplaçant par un Rodezno plus complaisant,. L'exécutif carliste se réunit en urgence — en janvier 1937 selon Jordi Canal — et les rodeznistas choisirent de se conformer à l'alternative de l'exil, bien que plus tard Rodezno lui-même rendît visite à Franco pour tenter d'obtenir la réadmission du chef délégué Fal Conde, notant toutefois que même s'il considérait tentante l'idée d'une académie militaire carliste, il n'avait pas approuvé la manière dont Fal Conde l'avait établie,.

## Unification
Fal Conde étant en exil et la direction du parti assumée par don Javier depuis la France, Rodezno devint « la plus grande figure carliste en Espagne ». Fal Conde en fut très contrarié et envisagea de l'envoyer à l'étranger, éventuellement en mission diplomatique au Vatican. À partir de janvier 1937, Fal Conde et d'autres figures importantes du parti furent approchés par l'armée et les phalangistes au sujet de la formation d'un parti d'État monopolistique ; avec le temps cette question devint de plus en plus pressante. Les dirigeants carlistes se réunirent à trois reprises tenter de mettre au point la marche à suivre pour une unification : à Ínsua (en février), Burgos (mars) puis Pampelune (avril), toujours en présence de Rodezno. Ce dernier et la faction qu'il dirigeait prônaient l'unification politique, comme la pression des militaires l'exigeait, en opposition avec les partisans de Fal Conde dont la posture était intransigeante,. Début mars, Rodezno s'était installé dans sa propriété de Cáceres et y resta jusqu'au 12 avril, date à laquelle il fut convoqué à Burgos par Franco. Rodezno rapporta qu'à Burgos il avait dit à Franco qu'au Portugal la création d'un parti unique n'avait pas été nécessaire, à quoi Franco répondit que Salazar ne bénéficiait pas du soutien populaire ; le caudillo précisa que l'unification ne serait pas une phase transitoire mais un objectif ultime. Alors que l'exécutif officiel du parti, la Junta Nacional, était en voie d'atomisation, la Junta Central, dominée par les rodeznistas, accroissait son influence, faisant pencher la balance vers l'unification. Celle-ci fut présentée comme un moyen de construire un nouvel État, catholique, régionaliste, social et correspondant aux aspirations carlistes d'une monarchie traditionaliste,,,. Il est probable que cela fût interprété par la plupart des carlistes à l'intronisation d'un monarque issu de la lignée légitimiste ; Rodezno l'entendait plus probablement comme un accord dynastique avec les alphonsins, avec par exemple Franco exerçant le rôle de régen pour don Juan. Jusqu'au milieu de 1937, Rodezno pensait qu'une conception décentralisée basée sur des « autarchies régionales » était possible et appelait à ne pas revenir au « centralisme libéral ».
Le 22 avril, Rodezno fut nommé au Secrétariat politique — Secretariado Político, parfois appelé Junta Política (« Comité politique ») ou Secretaría General (« Secrétariat général ») — du nouveau parti, Falange Española Tradicionalista,, avec trois autres carlistes — sur dix membres au total —,,,. Les phalangistes comme Girón étaient extrêmement mécontents de sa composition, avec, selon leurs critères, très peu de membres fidèles à l'esprit de leur mouvement. Rodezno et les autres carlistes ne prirent connaissance du programme du parti qu'après l'annonce de ses 21 points annoncés et ils exprimèrent immédiatement leur malaise. Rodezno se montra également surpris et préoccupé par l'arrestation de Manuel Hedilla ; Franco assura à Rodezno que la doctrine traditionaliste serait incarnée dans la vision du nouveau parti « lorsque son jour viendrait » (en su día). Les relations de Rodezno avec Fal et Don Javier restèrent extrêmement tendues, sans toutefois aboutir à une rupture totale ; tous deux le considéraient comme un rebelle à la tête d'une fronde — Rodezno fut décrit comme faisant partie des « plus grands responsables de la posture de rébellion maintenue par le carlisme navarrais face à l'autorité de don Javier —. Les efforts de Rodezno pour obtenir l'autorisation du régent restèrent sans effet. Au cours des mois suivants, il collabora à un processus d'unification consistant davantage à une absorption du carlisme par la Phalange qu'à une fusion plus équitable ; il reçut un grand nombre de requêtes et protestations provenant de la base carliste concernant la claire prédominance et l'arrogance des chemises bleues,. Peut-être en réponse aux plaintes concernant le manque de concessions des phalangistes, en octobre 1937, Franco convoqua la structure dirigeante (du moins en théorie) du parti, le Conseil national, au sein de laquelle les carlistes se trouvèrent encore moins bien représentés ; malgré les appels au refus de Fal Conde, Rodezno accepta le siège et en décembre 1937 Don Javier l'expulsa du carlisme, ce dont Rodezno ne prit pas acte,,.
Les motivations précises de Rodezno sont discutées ; outre des affirmations partisanes qui l'accusent d'avoir troqué les principes du carlisme contre quelques alcaldías (mairies) de Navarre, d'autres interprétations contradictoires ont été proposées par les chercheurs. Selon l'une d'entre elles, il souhaitait à tout prix éviter les divisions internes au sein du camp nationaliste, craignant avant tout une défaite dans la guerre,,. Selon un autre point de vue — notamment défendu par l'historien traditionaliste Melchor Ferrer —, il n'aurait jamais été un véritable carliste et serait mieux décrit comme un monarchiste conservateur. Certains chercheurs affirment qu'il était un possibiliste, ayant réalisé que le traditionalisme était incapable de prendre le pouvoir à lui seul et qu'il avait besoin de partenaires de coalition pour triompher ; percevant le carlisme comme enraciné dans des valeurs familiales et régionales, il aurait minisé les questions d'organisation et de structures pour privilégier une approche de fond. D’autres auteurs soulignent qu’il considérait le système qui se profilait dans le camp nationaliste comme largement conforme à la vision carliste et ne pensait pas qu’il valait la peine d’être marginalisé pour défendre des divergences de second ordre. Enfin, certains auteurs estiment qu'il n'a réalisé ni la gravité du moment ni le caractère totalitaire du nouveau parti : Rodezno l'aurait considéré comme une nouvelle incarnation de l'Union patriotique, ou bien comme une alliance très large, les deux permettant au carlisme de conserver sa propre identité. Immédiatement après la publication du programme de FET y de las JONS — le nouveau parti unifié —, reprenant essentiellement les 27 points du programme original de la Phalange, Rodezno rendit visite à Franco pour lui faire part de sa contrariété. Au bout de trois mois, il cessa d'assister aux séances du secrétariat de FET, estimant que c'était inutile.

## Franquisme
En janvier 1938, Rodezno entra dans le premier gouvernement franquiste en tant que ministre de la Justice. À ce poste, il commença à abroger des lois républicaines, en premier lieu la législation laïque. Bien que la tâche fût complétée par son successeur, Rodezno veilla à ce que l'Église reprenne un rôle clé dans un certain nombre de domaines, notamment l'éducation, et que les liens entre l'Église et l'État soient rétablis,. Pour parvenir à définir une telle orientation dans le nouveau régime, il dut surmonter la résistance phalangiste et déjouer ses principaux représentants, Jordana et Yanguas ; en 1942, Rodezno réussit à vaincre les serranistas qui travaillaient à l'ébauche d'une législation future. On se souvient surtout de Rodezno pour son rôle dans la répressions franquiste. Les purges menées en temps de guerre reposaient sur des bases juridiques extrêmement bancales et donnèrent lieu à quelque 72 000 exécutions. Il est difficile de dire dans quelle mesure Rodezno peut en être tenu pour responsable — la plupart d'entre elles furent menées sous une juridiction militaire et avant son entrée en fonction —. Une source de presse indique en 2009 qu'il serait « responsable de la signe d'environ 50 000 peines de mort » ; selon les chercheurs, quelque 51 000 condamnations à mort furent prononcées au cours des premières années de l'après-guerre, la plupart avec Esteban Bilbao au poste de ministre de la Justice. Rodezno commença à remplacer les pratiques chaotiques en posant les bases du système judiciaire répressif du franquisme, incluant des purges massives dans le système judiciaire. Son premier pilier, la Ley de Responsabilidades Políticas (es) (« Loi des responsabilités politiques »), avec un caractère rétroactif jusqu'en 1934, fut adopté en 1939 puis complété par de nombreuses autres lois et réglementations. L'une d'elles introduisait pour la première fois en Espagne l'obligation pour toutes les personnes majeures d'être possession d'une carte d'identité personnelle. Il y eut environ 100 000 prisonniers politiques  jusqu'en août 1939 où il cessa d'exercer en tant que ministre.
Rodezno était en mauvais termes avec Serrano Súñer, un proche du général Franco. Ce dernier le décrivit en ces termes dans ses Mémoires : « il était grand, avec un visage anguleux, arborant une expression à la fois triste et goguenarde ; son geste mêlait solennité, indolence et courtoisie. Il était scrupuleusement loyal à ses traditions, bien qu'il semblât politiquement plus conséquent que croyant [...] ». Les deux hommes s'affrontèrent notamment sur les questions liées à la centralisation et aux privilèges locaux.  Déjà au début de 1938, très déçu par le nouveau parti, Rodezno se plaignit en avril 1938 auprès de Franco de la marginalisation du carlisme et parvint apparemment à tirer du caudillo une opinion assez franche : le Generalísimo accordait une plus grande valeur aux carlistes qu'aux phalangistes, tout en notant que les premiers étaient « peu nombreux et sans attrait pour les masses » tandis que la Phalange jouissait d'une « capacité de prosélytisme et de captation ». Rodezno avoua sa « tristesse », sa « désillusion », estimant qu'en dépit des efforts consentis le futur s'annonçait « menaçant » pour le carlisme. En 1939, il regagna la Navarre. Bien qu'ayant été formellement expulsé de la désormais illégale Communion traditionnelle, il souhaitait renouer sa participation au mouvement — par exemple en 1939 il participa à la première ascension de Montejurra (es), montant jusqu'au sommet à cheval —,. Certains auteurs le signalent à la tête d'une faction dite de rodeznistas, collaborateurs informels du carlisme,, d'autres le reconnaissent comme l'un des dirigeants du carlisme navarrais  voire du carlisme espagnol. Au tout début de après-guerre, il essaya de soutenir les foyers culturels carlistes, en empêchant leur absorption par l'appareil franquiste, ou en en créant de nouveaux,,. C'est avec le soutien de certains carlistes orthodoxes que Rodezno fut élu vice-président de la Députation de Navarre en 1940. À ce poste, il prit part à la bataille provinciale pour le pouvoir contre les phalangistes, et se heurta également à l'échelle nationale avec certains de leurs dirigeants. Par exemple en juin 1939, Rodezno eut une affrontement avec l'intellectuel phalangiste Ernesto Giménez Caballero, qui avait accusé la Navarre de désobéissance historique et fustigé les fors comme un sinistre séparatisme. Rodezno, en tant que ministre, empêcha la publication de sa harangue dans la presse, à l'exception de l'organe de la Phalange, Arriba. C'est en partie grâce à ses efforts que la Navarre fut, avec Alava, la seule province à conserver quelques struictures régionaux. Selon le récit d'Esteban Bilbao, il reçut le soutien de Rodezno lorsqu'il s'opposa aux projets d'homogénéisation du ministre de l'Économie.
Bien que rapidement débordé par la nature fascisante du régime naissant et par la tournure prise par l'unification — allant jusqu'à contribuer à son échec en Navarre — Rodezno continua à collaborer même lorsqu'il apparut clairement que le carlisme se trouvait entièrement marginalisés dans le nouvel parti d'État. En 1943, il démissionna du gouvernement navarrais pour entrer dans le Parlement franquiste, mandat qui lui était garanti par sa qualité de membre du Consejo Nacional del Movimiento.. Le mandat dura trois ans et ne fut pas renouvelé en 1946.[réf. nécessaire]

## Juanista

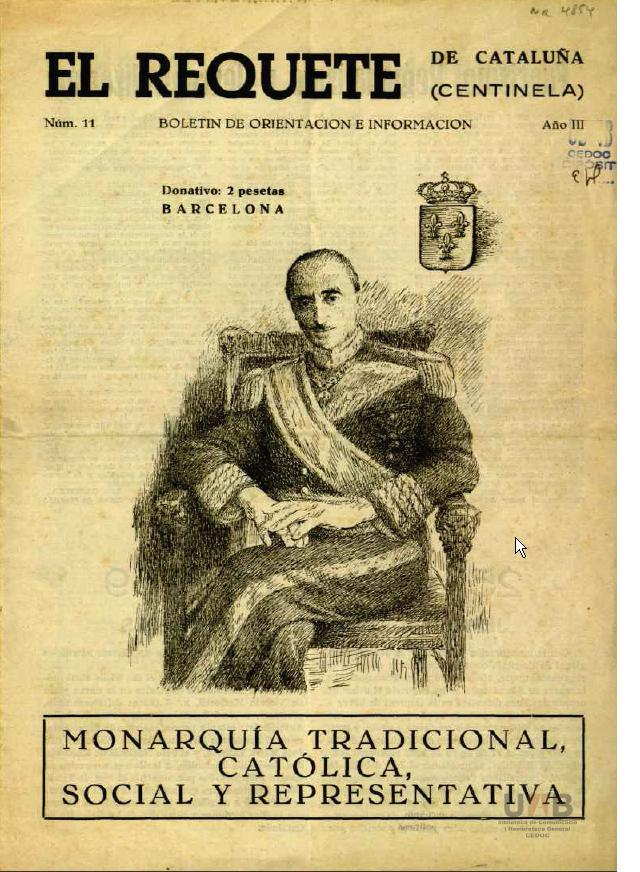
Don Javier en couverture d'un périodique carliste.

Dès les années 1910, Rodezno avança timidement l'idée de transférer les droits légitimistes à un candidat alphonsin approprié une fois la dynastie carliste éteinte ; pendant les années de la République, il fut encore le partisan le plus enthousiaste des rapprochements à l'intérieur du camp monarchiste et proposa en 1935 qu'Alphonse-Charles désigne Juan de Borbón comme son héritier légitime. Lorsque le dernier prétendant carliste direct mourut en septembre 1936, Rodezno fut le dernier à reconnaître la régence de Don Javier. À cette époque, il envisageait déjà une autre régence, celle de Franco au nom de don Juan,, avec qui il était en contact depuis 1937 et qu'il tenait bien au fait des idées traditionalistes, dont il le considérait comme un connaisseur.
Au début des années 1940, Rodezno devint un fervent défenseur de Don Juan comme futur roi carliste, particulièrement après que ce devint l'héritier de la lignée alphonsine après la mort de son père en 1941. En théorie ce soutien ne violait pas les règles de la régence de Don Javier, qui permettaient de former des factions autour de candidats potentiels ; en pratique, cela importait peu, puisque Rodezno était déjà exclu de la Communion. Alors que le nouveau prétendant alphonsin constituait une équipe de collaborateurs, José María Oriol se rendit à Lausanne pour le rencontrer et lui suggérer — en vain — que Rodezno soit nommé représentant officiel des alphonsins en Espagne,,. Au milieu des années 1940, Fal Conde fit à Franco diverses solutions de régences carlistes à Franco ; en décembre 1945, il écrivit également à don Juan pour lui demander de reconnaître la régence de Don Javier. En réponse, en avril 1945, Rodezno se rendit au Portugal pour rencontrer don Juan et préparer le terrain pour sa légitimation carliste,. L'initiative porta ses fruits en février 1946, lorsque le prétendant alphonsin signa un document corédigé par Rodezno, visant à affirmer son esprit traditionaliste. Connue sous le nom de « Bases institutionnelles pour la restauration de la monarchie » ou simplement de « Bases d'Estoril », elle dessinait les bases d'une future monarchie — cependant le document ne constituait pas à proprement parler une légitimation carliste de don Juan, se contentant de proclamer « Religion, Unité, Monarchie, Représentation organique —.

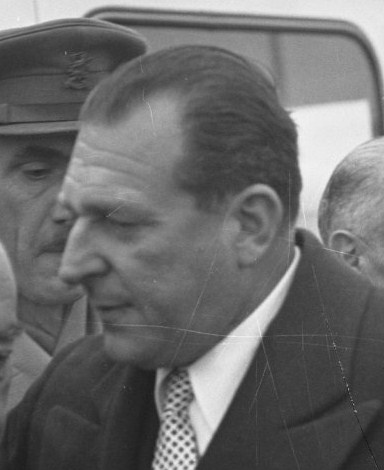
Juan de Borbón

Les "Bases d'Estoril" de 1946 furent la dernière initiative majeure de Rodezno et on sait peu de choses sur ses opinions politiques ou sur son activité publique au cours des toutes dernières années de sa vie. En 1944, il entre à la Real Academia de Jurisprudencia y Legislación. Il resta leader d'une faction pro-juaniste informelle mais très importante du carlisme, tandis que le mouvement se divisait rapidement en une multitude de branches — les carloctavistas, sivattistas, javieristas, rodeznistas —. Bien que la plupart des membres de la base carliste soient restés totalement hostiles à la dynastie « libérale » qu'ils méprisaient, beaucoup, sinon la majorité, des dirigeants carlistes d'avant-guerre étaient enclins à accepter Don Juan. Même après la mort de Rodezno, ils continuèrent à poursuivre l'idée que le fils d'Alphonse XIII assume le titre carliste. Nommés rodeznistas, juancarlistas, juanistas ou estorilos, ils déclarèrent officiellement Don Juan l'héritier carliste légitime en 1957, l'acte étant considéré comme le point culminant de l'ancienne politique menée par Rodezno. En 1957, environ 70 hommes politiques carlistes se rendirent à Estoril et déclarèrent Don Juan l'héritier légitime des carlistes. Le défunt Rodezno y fut regretté et présenté comme le « principal promoteur » de l'initiative,,. On parla de rodeznistas jusqu'en 1959.

## Héritage et réception
Durant le franquisme, Rodezno reçut des honneurs de plusieurs ordres prestigieux, comme  celui d'Isabelle la Catholique ou de San Raimundo de Peñafort ; au milieu des années 1940, il intégra la Real Academia de Jurisprudencia y Legislación et la Real Academia de la Historia  ; il fut également nommé hijo predilecto — titre honorifique décerné par les villes et les députations provinciales — par la province de Navarre et par sa ville natale de Villafranca. À titre posthume, Franco lui conféra la grandesse d'Espagne.[réf. nécessaire]

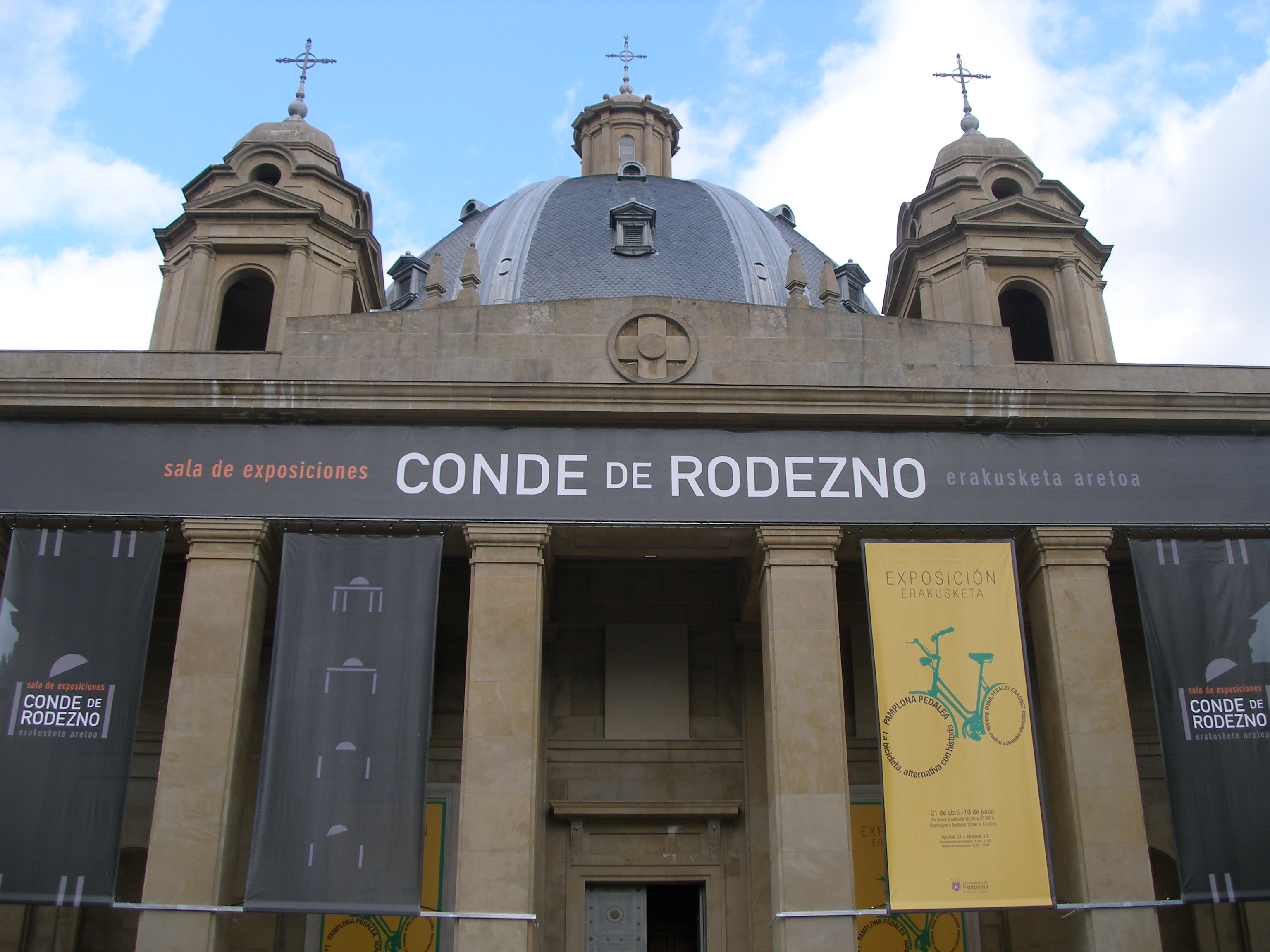
Sala de Expocisiones Conde de Rodezno à Pampelune en 2007.

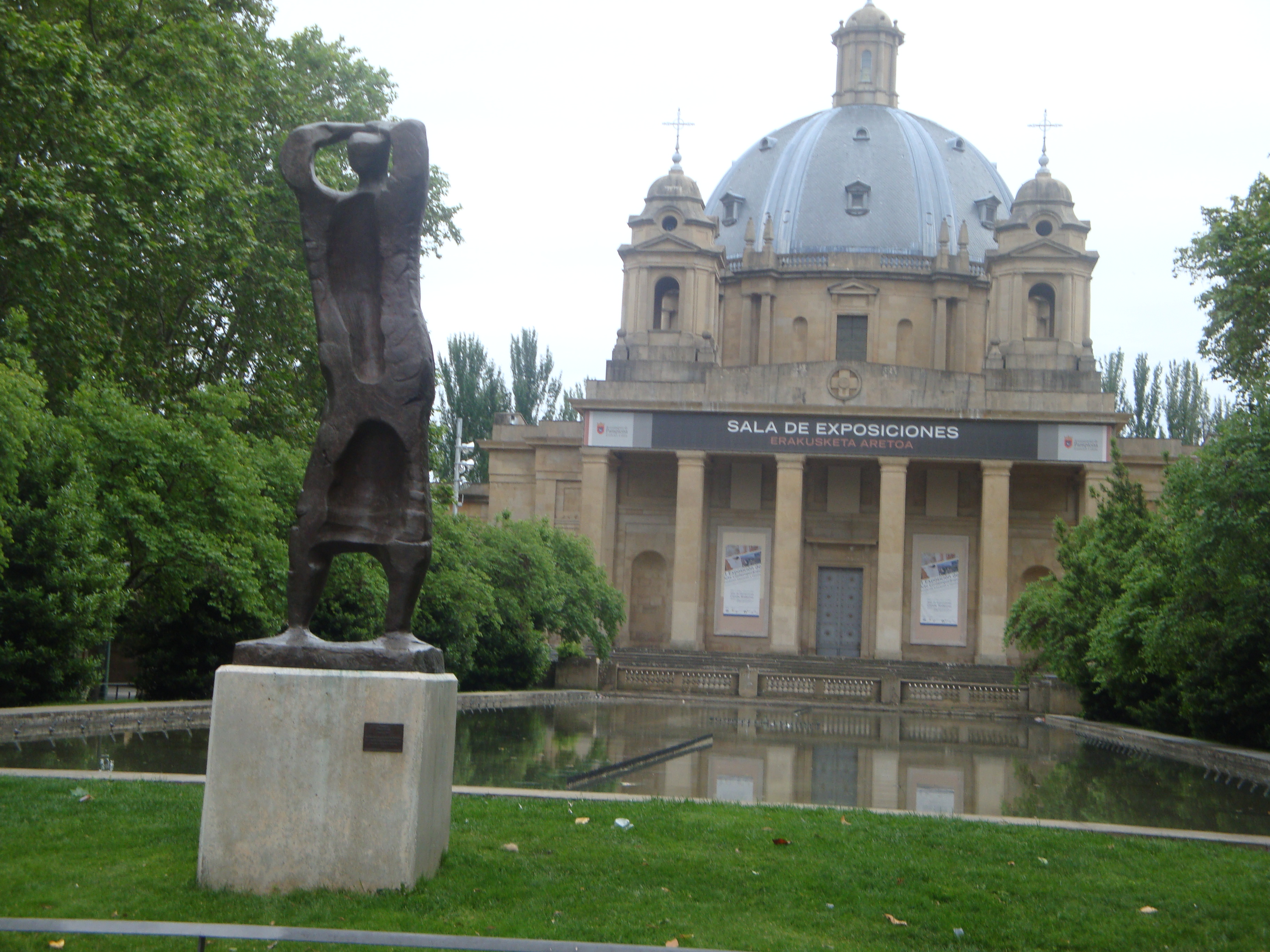
Façade du même endroit en 2012 ; le lieu a été rebaptisé « Salle des expositions » ; au premier plan, un monument en hommage aux morts de la guerre civile.

Après la transition démocratique, la perception de Rodezno a radicalement changé dans l'opinion. Il se trouve associé à la phase la plus répressive du franquisme,. Une place de Pampelune nommée en son honneur a fait l'objet d'un débat public houleux en Navarre et ailleurs à la suite de l'adoption de Loi des symboles de Navarre (es) et de la Loi sur la mémoire historique. À la suite des discussions de 2008-2009, on opta finalement pour renommer la place en Conde de Rodezno, un titre aristocratique formellement non associé à aucun individu, jusqu'à ce qu'en 2016, elle soit rebaptisée Plaza de la Libertad (« Place de la Liberté »). L'ancien mausolée de Pampelune érigé sous le franquisme pour honorer les requetés tombés au combat baptisé « Sala de exposiciones Conde de Rodezno » a été rebaptisé  « Sala de exposiciónes ». En 2008, l'Audience nationale lança une requête pour reconnaître Rodezno comme coupable de crimes contre l'humanité pendant et après son mandat de ministre de la Justice qui n'a pas abouti pour vices de procédure. La procédure, lancée par le juge Baltasar Garzón fut ensuite qualifiée d'erreur en 2012 par le Tribunal suprême.
Dans l'historiographie traditionaliste, la figure de Rodezno est très dépréciée, comme celles de  Rafael Maroto, Alejandro Pidal y Mon ou Charles Hugues de Bourbon. On lui attribue de graves erreurs politiques, voire de trahison des principes essentiels du carlisme. Sa posture hésitante lors de la crise melliste de 1914-1919, son rapprochement avec les alphonsins durant la République ou son contournement du commandement carliste en poussant à une adhésion presque inconditionnelle au coup d'État de 1936 sont moins problématiques ; c'est la position de Rodezno sur l'unification et la pression qu'il exerça en faveur de don qui lui a valu le plus d'hostilité de la part des travaux révisionnistes des partisans du socialisme autogestionnaire parrainés par le Parti carliste,,,. L'historien carliste Melchor Ferrer affirme que Rodezno ne fut jamais un véritable carliste et qu'il adhéra au mouvement principalement par respect pour son père.